# Endicott (Washington)
Endicott je gradić u američkoj saveznoj državi Washington. Prema popisu stanovništva iz 2010. u njemu je živjelo 289 stanovnika.